# ニコ

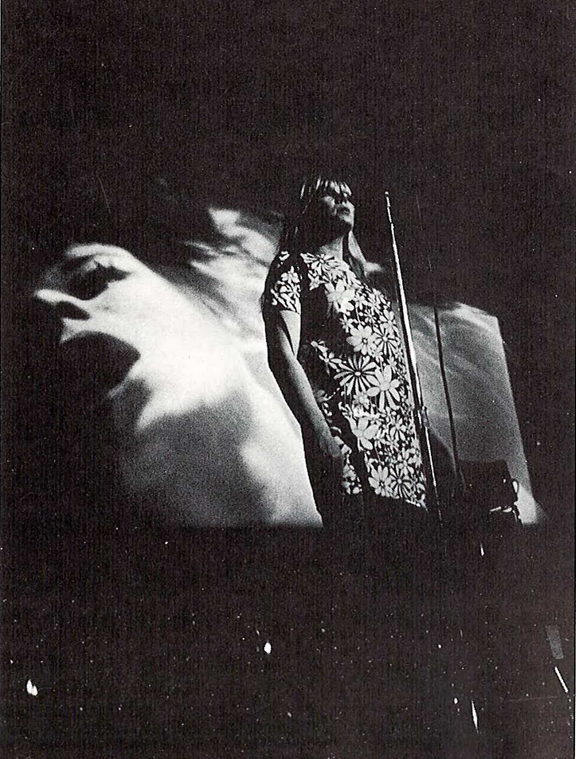
ニコ、1967-1968年

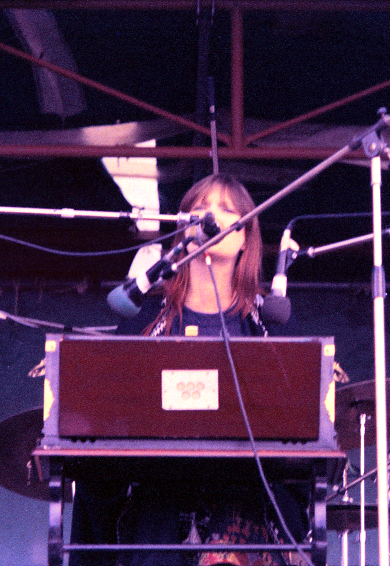
ニコ、1974年

クリスタ・ペーフゲン（Christa Päffgen、1938年10月16日 - 1988年7月18日）は、ニコ（Nico）の名で知られるシンガーソングライター、女優、ファッションモデルである。

## 経歴

### 初期
多くの資料では、ニコは1938年10月16日にドイツのケルンで生まれたとされるが、少なくとも2つの資料では1943年3月15日にハンガリーのブダペストで生まれたとしている。
ニコは10代の頃から180cmという長身を生かしパリを中心に『ヴォーグ』、『エル』といったファッション誌のモデルとして活動し、その後、フェデリコ・フェリーニの『甘い生活』（1960年）等の映画に端役で出演している。ニコはこの頃にニューヨークに移り、しばらくの間、ヨーロッパとアメリカの両方で活動を行った。
1962年に俳優アラン・ドロンとの子供、クリスチャン・アーロン・ブローニュ（ブロングと書かれていることもある）、愛称はアリという男児を出産し世間を騒がせた。アルバム『マーブル・インデックス』に収録された「アリの歌」（Ari's Song）はその名の通りアリのことを歌ったものであり、アルバム『Desertshore』に収録された「Le Petit Chevalier」では、幼い頃のアリのボーカルを聴くことができる。成人したアリは写真家になっている。
1963年にはジャック・ポワトルノー監督の『Strip-Tease』という映画に出演し、セルジュ・ゲンスブールのプロデュースでタイトル曲を録音した。1965年には、ローリング・ストーンズのブライアン・ジョーンズの紹介によりイギリスでファースト・シングルを出すが、商業的には成功しなかった。このシングルのB面はジミー・ペイジが作曲・プロデュースしている。

### ヴェルヴェット・アンダーグラウンドへの参加
この頃、ボブ・ディランの紹介でアンディ・ウォーホルに出会ったニコは、ウォーホルが主宰する「ファクトリー」の実験映画に参加する。ウォーホルは自らがプロデュースしていたルー・リード率いるヴェルヴェット・アンダーグラウンドにニコを参加させ、1967年3月のファースト・アルバム『ヴェルヴェット・アンダーグラウンド・アンド・ニコ』では4曲でニコがリード・ボーカルをとった。しかし、いわばウォーホルにゴリ押しされた形のニコは他のメンバーに受け入れられず、ニコはデビュー作への参加のみでグループを去る。

### ソロ歌手として
同年10月、ボブ・ディラン、ジャクソン・ブラウン等が曲を提供し、ヴェルヴェット・アンダーグラウンドのメンバーも参加したファースト・ソロ・アルバム『チェルシー・ガール』が発売される。また1969年にはイギー・ポップとの録音を残し、そのビデオも制作している。その後も自身が演奏するハーモニウムの音色が耳に残るアルバムを数枚発表するが、1974年の『ジ・エンド』を最後に長い低迷期に入る。
1969年からフランスの映画監督フィリップ・ガレルと交際をし始め、その後結婚するが1979年に離婚している。
1981年に久しぶりに発表されたアルバム『ドラマ・オブ・エクザイル』は、リリースをめぐるいざこざはあったものの、ジョイ・ディヴィジョン、バウハウス、エコー&ザ・バニーメン、ザ・キュアーのロバート・スミス、モリッシー、ビョーク、パティ・スミス、ソフト・セルのマーク・アーモンド、ザ・カルトといったバンドなどに代表されるゴシック・ロックやニュー・ウェイヴ・ムーブメントの中で高い評価を受ける。この時期から、日本を含む世界各地でライブを活発に行い、その模様は多くのライブ・アルバムに記録されている。
1988年7月18日、息子のアリと共に休暇で訪れていたスペインのイビサ島で自転車から転倒、頭部を強打し病院に運ばれた。レントゲン写真で脳内出血が確認され、数時間後に息を引き取った。享年49歳。

## ディスコグラフィ

### スタジオ・アルバム
- 『チェルシー・ガール』 - Chelsea Girl (1968年)
- 『マーブル・インデックス』 - The Marble Index (1969年)
- Desertshore (1970年)
- 『ジ・エンド』 - The End (1974年)
- 『ドラマ・オブ・エクザイル』 - Drama of Exile (1981年) ※作品の権利をめぐる対立の結果、2つのバージョンがリリースされている
- 『カメラ・オブスキュア』 - Camera Obscura (1985年) ※Nico + The Faction名義

### コラボレーション・アルバム
- 『ヴェルヴェット・アンダーグラウンド・アンド・ニコ』 - The Velvet Underground and Nico (1967年)

### EP
- The Peel Sessions (1988年) ※1971年、1974年録音

### ライブ・アルバム
- 『悪魔の申し子たち〜その歴史的集会より』 - June 1, 1974 (1974年) ※with ケヴィン・エアーズ、ジョン・ケイル、ブライアン・イーノ
- 『ドゥ・オア・ダイ - ニコ・イン・ヨーロッパ』 - Do or Die: Nico in Europe (1982年) ※1982年、ヨーロッパ・ツアー録音
- Live in Denmark (1983年) ※1-9曲目、1982年10月6日、デンマーク録音
- Nico Live in Pécs (1985年)
- 『イン・トウキョウ』 - Nico in Tokyo (1989年) ※1-11曲目、1986年4月11日、東京録音
- 『ハンギング・ガーデンズ』 - Hanging Gardens (1990年)
- 『チェルシー・ライヴ』 - Chelsea Girl / Live (1992年) ※1985年6月、チェルシー・タウン・ホール録音
- Heroine (1994年)
- 『バタクラーン 72』 - Le Bataclan '72 (2003年) ※with ジョン・ケイル、ルー・リード、1972年録音
- 『ファム・ファタール』 - Femme Fatale: The Aura Anthology (2003年) ※『Drama of Exile』拡張版＋ライブ盤
- Nico: All Tomorrow's Parties (2004年) ※5-11曲目、1986年4月11日、東京録音
- All Tomorrow's Parties (2007年)
- 『ランス・ノートルダム大聖堂 1974年12月13日』 - Reims Cathedral – 13 December 1974 (2012年)

### コンピレーション・アルバム
- Live Heroes (1984年)
- Nico: The Classic Years (1998年)
- The Frozen Borderline – 1968–1970 (2007年)

### シングル
- "I'm Not Sayin'" / "The Last Mile" (1965年)
- "Saeta" / "Vegas" (1981年)
- "Procession" / "All Tomorrow's Parties" (1982年)
- "Heroes" / "One More Chance" (1983年)
- "My Funny Valentine" / "My Heart Is Empty" (1985年)